# (21999) Disora
(21999) Disora ist ein Asteroid des Hauptgürtels, der am 7. Dezember 1999 vom italienischen Amateurastronomen Franco Mallia am Campo-Catino-Observatorium (Sternwarten-Code 468) in der Gemeinde Guarcino entdeckt wurde.
Der Asteroid ist nach dem italienischen Amateurastronomen Mario Di Sora benannt, dem Präsidenten der Unione Astrofili Italiani und Gründer des Campo-Catino-Observatoriums.